# Hemiceras colorata
Hemiceras colorata är en fjärilsart som beskrevs av Paul Dognin 1923. Hemiceras colorata ingår i släktet Hemiceras och familjen tandspinnare. Inga underarter finns listade i Catalogue of Life.